# Goethepark (Bernau bei Berlin)

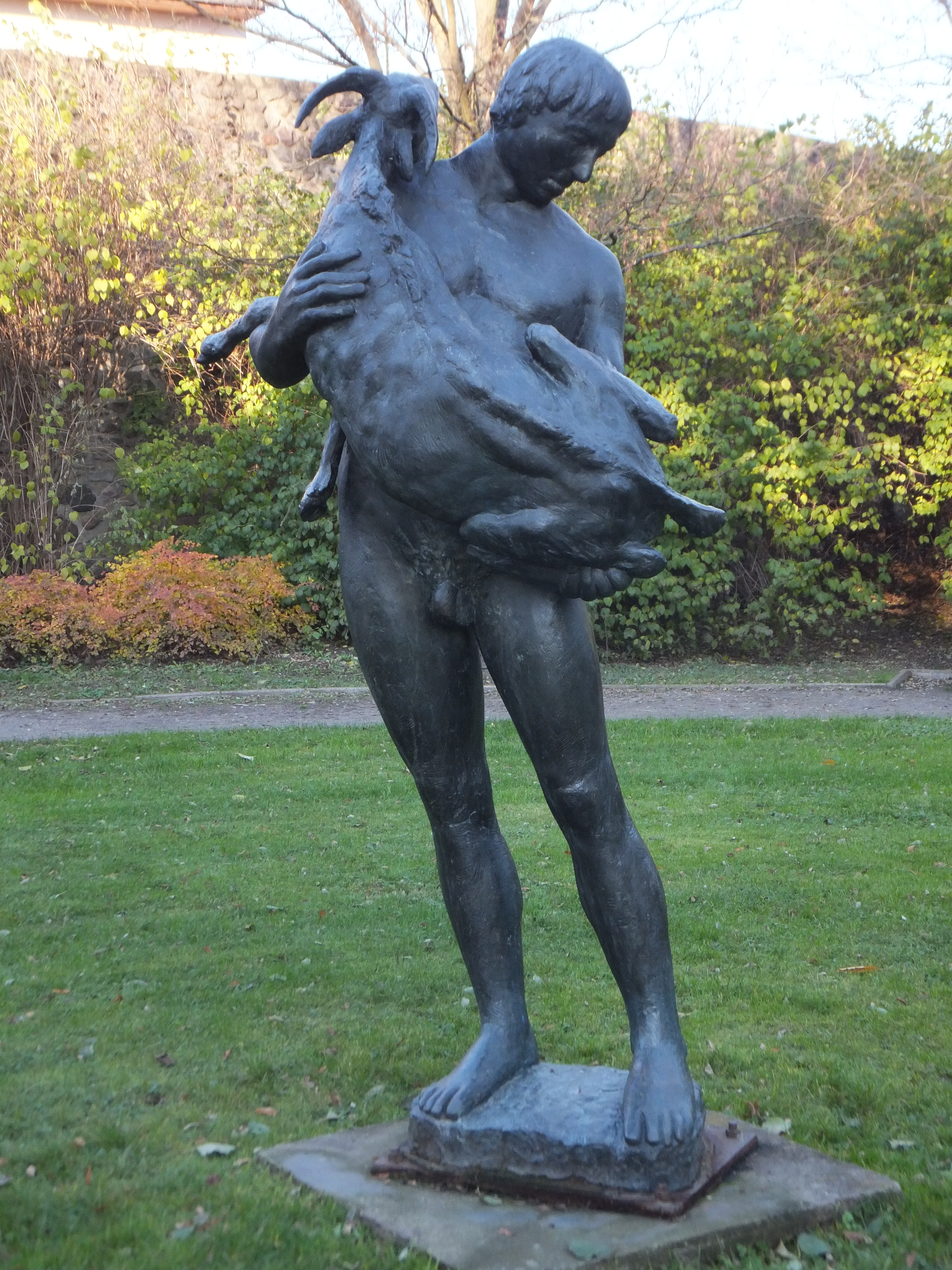
Skulptur „Mann mit Ziege“ von Friedrich Schötschel

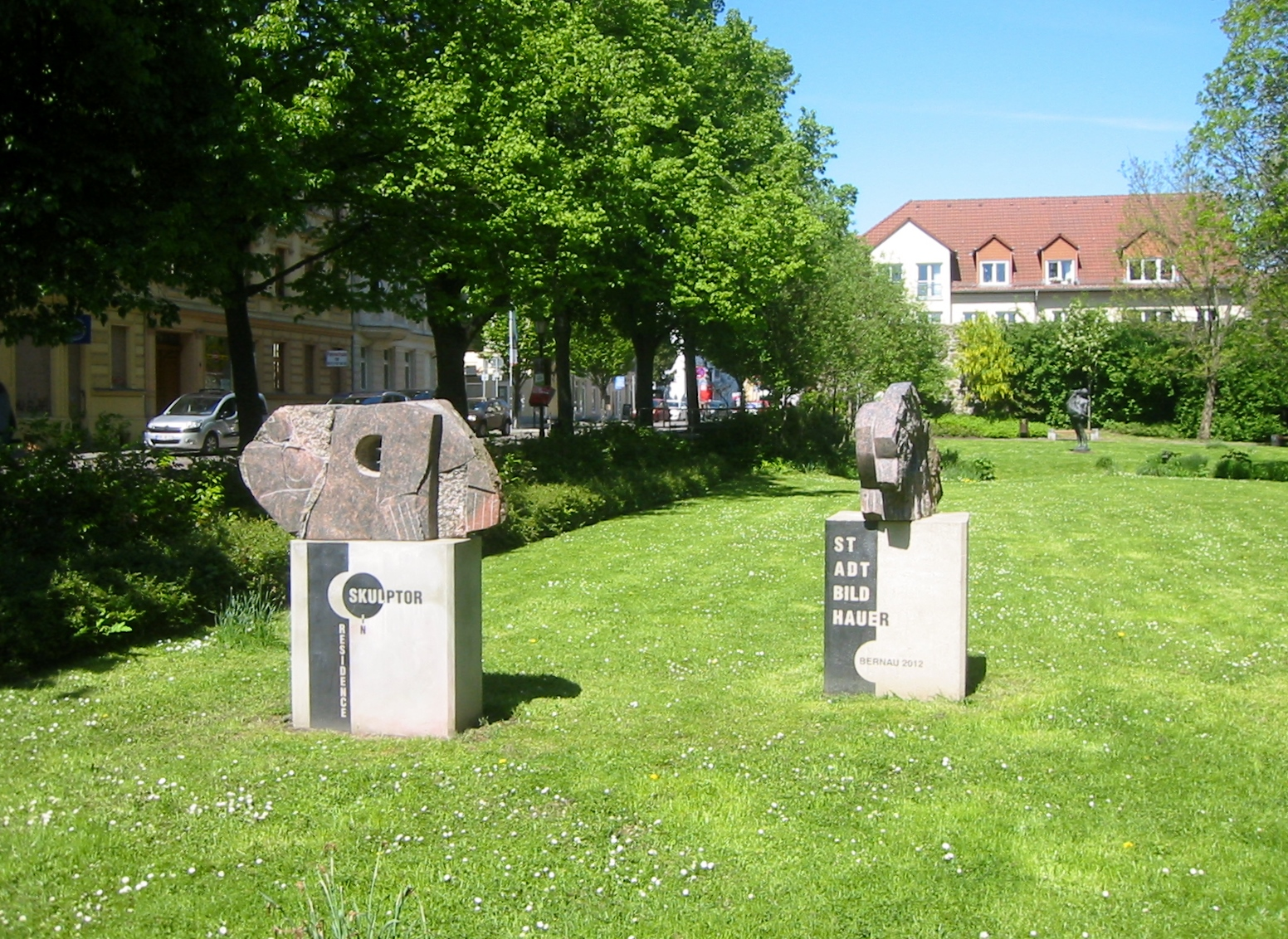
Skulpturen „Tag und Nacht“ von Jörg Steinert

Der Goethepark ist eine Grünfläche in Bernau bei Berlin. Er ist nach dem deutschen Dichter Johann Wolfgang von Goethe benannt.

## Geschichte
Mit dem Bau der Eisenbahnstrecke Berlin-Eberswalde der Berlin-Stettiner Eisenbahn im Jahr 1842 suchte man in der Stadt nach der kürzesten Verbindung zwischen dem Bahnhof und der Innenstadt. 1876 erwarb die Gemeinde eine passende Fläche und legte dort in den Jahren 1882 bis 1892 die Victoriastraße an, die westlich am Park vorbeiführt. Sie wurde in der Weimarer Republik in Alte Goethestraße umbenannt. Zwei Jahre nach dem Erwerb der Straßenfläche entstand im Jahr 1878 auf dem Gelände des heutigen Parks ein Apothekergarten. Diesen erwarb die Stadt in den 1920er Jahren und ließ dort den heute noch vorhandenen Goethepark mit einem kleinen Teich anlegen. Im nördlichen Teil steht eine bronzene Skulptur von Friedrich Schötschel mit dem Titel Mann mit Ziege. Das Auftragswerk aus 1989 stellt die ambivalente Beziehung zwischen Mensch und Tier dar. Die Stadt hatte ursprünglich gefordert, dass Schötschel einen Mann darstellen soll, „der sich eine Ziege halten muss, um überleben zu können. Diese Kritik an der Situation der Arbeiter im 19. Jahrhundert sei ihm jedoch zu langweilig gewesen.“
Andere Quellen berichten, dass damit an das Couplet von Fredy Sieg Bezug genommen werden soll. Der Schauspieler und Kabarettist ist unter anderem für seinen Vortrag Hochzeit bei Zickenschulze aus Bernau bekannt.
2012 stellte die Stadt dort zwei Skulpturen von Jörg Steinert auf. Sie tragen den Titel „Tag und Nacht“: Während die Skulptur „Tag“ bereits im August 2012 aufgestellt wurde, konnten Kunstinteressierte in den kommenden zwei Monaten dem Künstler bei der Schaffung von „Nacht“ als Artist in Residence zuschauen.